# Мартин Карплус

Мартин Карплус (на немски: Martin Karplus) е австро-американски теоретичен химик, който получава Нобелова награда за химия през 2013 г. заедно с Майкъл Левит и Ари Варшел за „разработването на многомащабни модели за сложни химични системи“. Той е почетен професор по химия в Харвардския университет, както и директор на лабораторията по биофизична химия, съвместна лаборатория на Националния център за научни изследвания на Франция и Страсбургския университет.

## Биография
Карплус е роден в еврейското семейство на Ханс Карплус и Изабела Голдщайн във Виена на 15 март 1930 г. Той е все още дете, когато семейството му избягва от нацистката окупация в Австрия скоро след Аншлуса през март 1938 г. Семейството прекарва няколко месеца в Цюрих, Швейцария и в Ла Бол, Франция, преди да имигрира в САЩ. Преди да замине за САЩ, семейството е познато като „интелектуално и успешно светско еврейско семейство“ във Виена. Дядо му, Йохан Паул Карплус, е високо ценен професор по психиатрия във Виенския университет. Той е племенник на социолога, философ и музиколог Теодор Адорно. Брат му, Роберт Карплус, е международно признат физик и преподавател в Калифорнийския университет, Бъркли.

## Образование и кариера
След като изкарва бакалавърска степен от Харвардския колеж през 1950 г., Карплус се отдава на следдипломно обучение в Калифорнийския технологичен институт. През 1953 г. завършва докторантура под менторството на Лайнъс Полинг. Според Полинг, Карплус е „най-яркият му студент“. Той е член на Националната фондация за наука, докато работи в Оксфордския университет през 1953 – 1955 г. Карплус преподава в Университета на Илинойс в Ърбана-Шампейн (1955 – 1960), а след това в Колумбийския университет (1960 – 1967), преди да се премести в Харвард през 1967 г. Той създава изследователска група в Страсбург, Франция, след две почивни посещения между 1992 и 1995 г. на университета Луи Пастьор в Страсбург.

## Научна дейност
Карплус допринася в много области от физикохимията, включително химичната динамика, квантовата химията и най-вече молекулярната динамика чрез симулации на биологични макромолекули. Работи и в сферата на ЯМР спектроскопията, особено за разбиране на електронно-спиновия резонанс. В негова чест е кръстено едноименно уравнение, описващо връзката между константите на взаимодействие и двустенните ъгли в протонния магнитен резонанс.
Текущата му научна дейност е фокусирана главно върху свойствата на молекулите, които представляват биологичен интерес. Групата му основава и координира разработването на програмата CHARMM за симулиране на молекулярна динамика. Член е на Международната академия по квантови молекулярни науки. През дългата си кариера (от 1955 г.) той ръководи над 200 студенти и докторанти в университетите, в които е работил.
От 1967 г. Карплус е член на Националната академия на науките на САЩ. През 1991 г. е избран за чуждестранен член на Кралската академия на науките и изкуствата на Нидерландия, а на следващата година е избран и за чуждестранен член на Британското кралско научно дружество. През 2004 г. печели награда Лайнъс Полинг, а през 2013 г. е награден с Нобеловата награда за химия.

### Книги
- CL Brooks III, M Karplus, BM Pettitt. Proteins: A Theoretical Perspective of Dynamics, Structure and Thermodynamics, Volume LXXI, in: Advances in Chemical Physics, John Wiley & Sons, New York 1988.
- Martin Karplus and Richard N. Porter. Atoms and Molecules: An Introduction for Students of Physical Chemistry. W. A. Benjamin, New York 1970.